# Церковь Иоанна Богослова (Виноградово)
Церковь Иоанна Богослова — недействующий православный храм в посёлке Виноградово городского округа Воскресенск Московской области.

## История
В 1890 году к епископу Дмитровскому Виссариону (Нечаеву) обратился Иван Акакиевич Салтыков, уроженец Алёшино (ныне посёлок Виноградово), купец 1-й гильдии из города Бронницы. Он просил разрешения о постройке церкви возле местного кладбища. Новый храм был построен в 1891—1892 годах и освящён в честь небесного покровителя Салтыкова, апостола и евангелиста Иоанна Богослова. Архитектором выступил Вячеслав Францевич Жигардлович.
И. А. Салтыков писал:
На месте моей родины, в селе Алешине Бронницкого уезда Московской губернии, я имею собственную землю… и желаю на этой земле на собственное иждивение построить каменный храм во имя евангелиста Иоанна Богослова… дабы в оном храме вечно совершалось поминовение моих родителей и всех моих сродников. Для сей цели под постройку этой церкви я жертвую одну десятину земли.
Называется и другой повод для строительства храма: случай чудесного спасения царской семьи во время крушения императорского поезда 1888 года. Однако большинство краеведов склоняются к тому, что основная причина прошения была духовной: у Ивана Акакиевича не было наследников, а сам он был уже в преклонном возрасте. Заботясь о памяти предков и о собственной душе, он построил рядом с кладбищем дом Божий, где хотел отдохнуть со своими близкими. Даже посвящение престола было названо в честь покровителя Ивана Акакиевича.
23 июля 1892 года храм был освящен дмитровским владыкой Александром. На торжество собрались местные помещики — Ламсдорфы, Ливеновы, а также множество людей. Спустя менее через два года И. А. Салтыков скончался.
В «Московских церковных ведомостях» 1892 года содержится текст указа об учреждении причта во вновь построенной церкви Иоанна Богослова: «Святейший Правительствующий Синод слушали представление Вашего Преосвященства от 4 сентября сего года об учреждении при Иоанно-Богословской церкви в селе Алешине Бронницкого уезда штатного причта из священника и псаломщика, с обеспечением содержания церкви и причта средствами, жертвуемые купцом Иваном Салтыковым».
Иван Акакиевич предполагал, что храм на самом деле кладбищенский, потому что стоит рядом с местным некрополем, и что большого прихода и доходов не может иметь. Поэтому он заранее сделал два банковских вклада: один на содержание здания, другой на нужды причта, состоявшего из священника и псаломщика.
Церковь Иоанна Богослова формально не имела своего прихода и фактически содержалась на средства купеческой семьи Салтыковых. Строитель храма Иван Салтыков скончался в 1894 году в возрасте 76 лет и был погребен в устроенном им склепе незадолго до смерти в церкви Иоанна Богослова.
До Октябрьской революции 1917 года храм существовал вполне благополучно, здесь служили опытные, образованные пастыри. После революции доверенный капитал Салтыкова был конфискован советской властью. «Малоприходная», как в то время говорили, церковь и вовсе лишилась дохода. Судя по всему, первые годы после 1917 года она ещё действовала. Однако служившие здесь священники менялись практические каждые несколько месяцев ввиду практически полного отсутствия дохода. Известно, что службы прекратили свою работу с 1930-х годов, после чего со здания сбросили купол, разрушили колокольню, уничтожили декор фасада. В оставшейся «кирпичной коробке» была открыта пекарня.
В настоящее время храм не действует и находится в полуразрушенном состоянии. Внутри каким-то образом сохранились когда-то замысловато украшенные двери и лестница, ведущая на разрушенную в 1930-х годах колокольню.